# کورینگ (ایندیانا)
کورینگ (به انگلیسی: Corning) یک منطقهٔ مسکونی در ایالات متحده آمریکا است که در شهرستان دیویس، ایندیانا واقع شده‌است. کورینگ ۱۷۴٫۹۶ متر بالاتر از سطح دریا واقع شده‌است.